# Außengrenzen der Afrikanischen Union
Die Afrikanische Union hat fünf Außengrenzen zu europäischen (EU-Außengrenze) und asiatischen Staaten. Berücksichtigt wurden nur Landgrenzen.
| AU-Staat | AU-Außengrenze | AU-Außengrenze | Nachbarstaat | Gebiet                      |
| AU-Staat | 234,985 km     | 234,985 km     | Nachbarstaat | Gebiet                      |
| -------- | -------------- | -------------- | ------------ | --------------------------- |
| Ägypten  | 219 km         | 206 km         | Israel       | Sinai-Halbinsel             |
| Ägypten  | 219 km         | 13 km          | Israel       | Gazastreifen (Palästina)    |
| Marokko  | 15,985 km      | 6,3 km         | Spanien      | Ceuta                       |
| Marokko  | 15,985 km      | 9,6 km         | Spanien      | Melilla                     |
| Marokko  | 15,985 km      | 0,085 km       | Spanien      | Peñón de Vélez de la Gomera |